# Nyodes toucheti
Nyodes toucheti là một loài bướm đêm trong họ Noctuidae.